# Daihatsu Move Canbus
El Daihatsu Move Canbus (ダイハツ・ムーヴ・キャンバス, Daihatsu Mūvu Kyanbasu) és un kei car de la marca japonesa Daihatsu en producció des de setembre de 2016 sols per al mercat domèstic japonés. El Move Canbus és el successor natural del Move Conte i també està destinat al públic femení. El model està basat en el concept car Hinata, presentat al Saló de l'Automòbil de Tòquio de 2015.

## Descripció general
El Move Canbus és un kei car amb carrosseria de monovolum cinc portes, amb la particularitat de que les del darrere són desllisants. És de destacar la seua carrosseria bicolor, que el fa assemblar-se al Volkswagen Combi de la dècada de 1960. El model comparteix plataforma amb altres models de la marca, com ara el Tanto de tercera generació. El Move Canbus és propulsat mitjançant un motor tricilindric de 658 cc atmosfèric que dona 51 cavalls de potència i està disponible només amb transmissió CVT. El model es produeix a la factoria que té Daihatsu a la prefectura de Kyoto.